# Approximation d'Ellingham
En thermodynamique chimique, l'approximation d'Ellingham, portant le nom du physicien et chimiste britannique Harold Ellingham, consiste à considérer que l'enthalpie standard de réaction et l'entropie standard de réaction associées à une équation de réaction sont indépendantes de la température en l'absence de changement de phase et sur un intervalle de température donné.

## Définition
Pour une réaction chimique donnée, on a par définition l'enthalpie libre standard de réaction :
avec :
- {\displaystyle T} la température absolue ;
- {\displaystyle \Delta _{\text{r}}G^{\circ }} l'enthalpie libre standard de réaction ;
- {\displaystyle \Delta _{\text{r}}H^{\circ }} l'enthalpie standard de réaction ;
- {\displaystyle \Delta _{\text{r}}S^{\circ }} l'entropie standard de réaction.

L'approximation d'Ellingham consiste à considérer {\displaystyle \Delta _{\text{r}}H^{\circ }} et {\displaystyle \Delta _{\text{r}}S^{\circ }} comme des constantes sur une certaine plage de température :
| Approximation d'Ellingham {\displaystyle \Delta _{\text{r}}H^{\circ }={\text{constante}}\quad ;\quad \Delta _{\text{r}}S^{\circ }={\text{constante}}} |

Cela revient à considérer {\displaystyle \Delta _{\text{r}}C_{P}^{\circ }=0} dans les relations de Kirchhoff. En conséquence, l'enthalpie libre standard de réaction devient une fonction affine de la température, on pose :
- {\displaystyle \Delta _{\text{r}}H^{\circ }=a} ;
- {\displaystyle \Delta _{\text{r}}S^{\circ }=b} ;

on obtient :
Cette approximation n'est valable que si l'on se situe hors changement de phase (c'est-à-dire que dans le domaine de température étudié les réactifs et les produits ne changent pas d'état) et si l'intervalle de température considéré est relativement restreint.

## Application

### Diagramme d'Ellingham
Un diagramme représentant l'enthalpie libre standard de réaction associée à une équation en fonction de la température dans le cadre de l'approximation d'Ellingham est appelé diagramme d'Ellingham. L'approximation d'Ellingham pour une réaction implique que le diagramme d'Ellingham est linéaire pour cette réaction, pour autant que l'approximation est valable pour cette réaction dans un intervalle donné de température.

### Constante d'équilibre
Dans un équilibre chimique, la constante d'équilibre {\displaystyle K} est définie par :
avec {\displaystyle R} la constante universelle des gaz parfaits. En application de l'approximation d'Ellingham, si l'on considère l'enthalpie et l'entropie standard de réaction comme des constantes, on pose :
- {\displaystyle \Delta _{\text{r}}H^{\circ }=RB} ;
- {\displaystyle \Delta _{\text{r}}S^{\circ }=RA} ;

on obtient :